# محمية الملك سلمان بن عبد العزيز الملكية
محمية الملك سلمان بن عبد العزيز آل سعود هي محمية طبيعية تقع في شمال المملكة العربية السعودية وهي المحمية الأكبر في المملكة من المحميات الملكية الست من حيث المساحة إذ تبلغ مساحتها 130,700 كم ويقع ضمن حدودها ثلاث محميات سابقة وهي الخنفة والطبيق وحرة الحرة والمناطق المجاورة لها. صدر الأمر الملكي في يونيو 2018 بضمها جميعا تحت مسمى محمية الملك سلمان بن عبد العزيز الملكية، برئاسة الأمير عبدالعزيز بن سعود بن نايف بن عبدالعزيز آل سعود

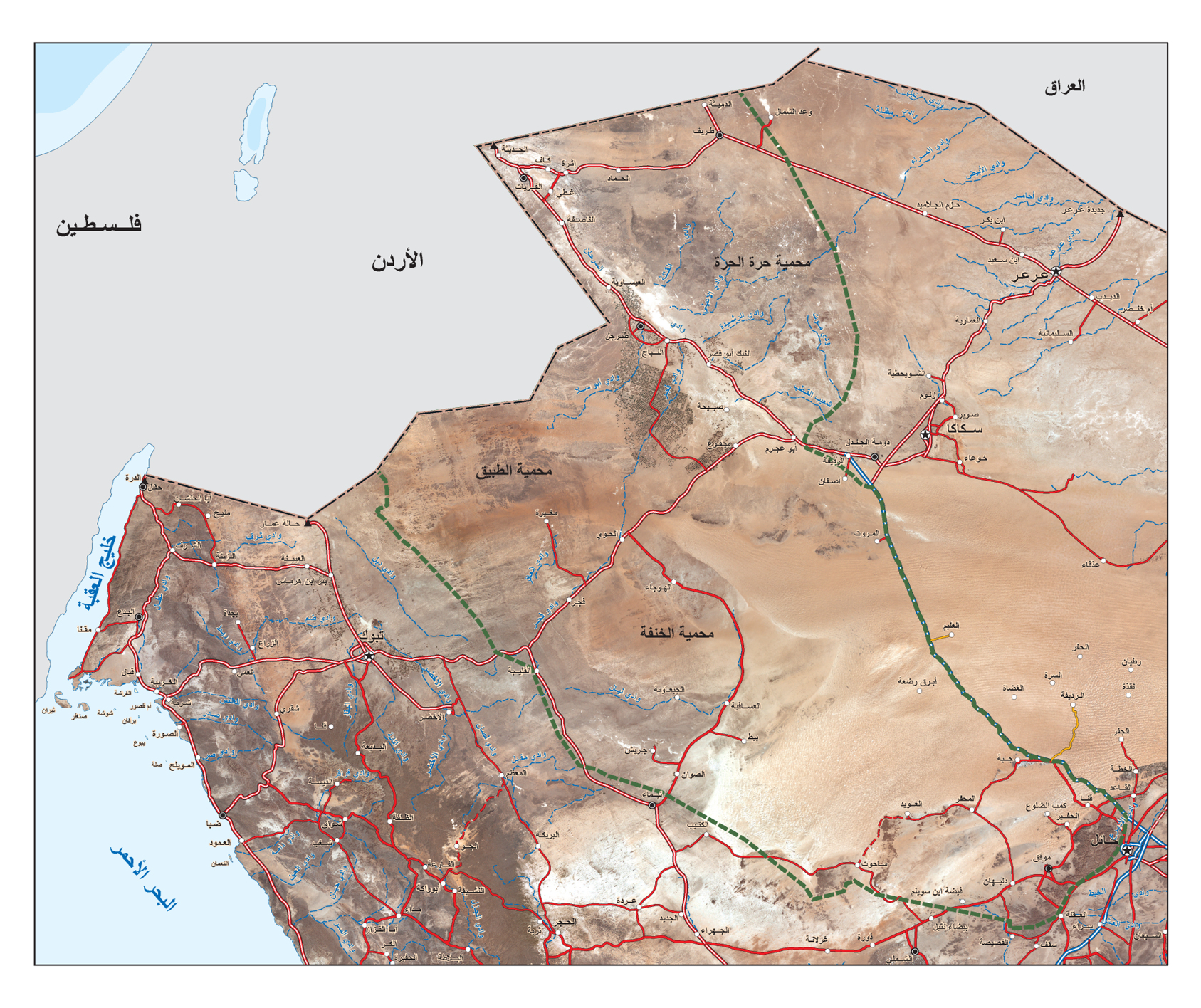
خريطة محمية الملك سلمان بن عبدالعزيز الملكية

تتميز المحمية بطبيعتها البكر، وهواءها النقي والتنوع الجغرافي والتراثي، والآثار النادرة التي يعود بعضها 8000 سنة قبل الميلاد مثل منطقة جبة وكلوة.
في 22 نوفمبر 2022، أعلنت هيئة تطوير محمية الملك سلمان بن عبد العزيز الملكية تسجيلها على قاعدة البيانات العالمية للمحميات الطبيعية كأول محمية ملكية سعودية يتم تسجيلها على هذا الموقع العالمي والمصدر الرسمي لبيانات الأراضي المحمية لدى الجهات الحكومية والمنظمات العالمية.
كما أعلت هيئة تطوير المحمية في 9 أكتوبر 2024 عن إدراج المحمية ضمن القائمة الخضراء للمناطق المحمية ذات الإدارة الفعالة والعادلة الخاصة بالاتحاد الدولي لصون الطبيعة (IUCN).

## هيئة تطوير محمية الملك سلمان بن عبد العزيز الملكية
تأسست هيئة تطوير محمية الملك سلمان بن عبد العزيز الملكية بقرار مجلس الوزراء رقم (437) وتاريخ 01 رجب 1441هـ المتضمن الموافقة على الترتيبات التنظيمية لمجلس المحميات الملكية وهيئات تطوير المحميات الملكية، وأن تكون محميات (الخنفة، والطبيق، وحرة الحرة) والمناطق الواقعة بينها والمجاورة لها محمية ملكية تسمى ( محمية الملك سلمان بن عبد العزيز الملكية ) ويرأس مجلس إدارتها الأمير عبد العزيز بن سعود بن نايف بن عبد العزيز.

## الحدود
تحد المحمية محافظة سكاكا ودومة الجندل شرقا ومنطقة تبوك من الغرب، وتيماء من الجنوب الغربي، وحائل من الجنوب الشرقي، والحدود الأردنية شمالا. تقع المحمية ضمن أربعة مناطق إدارية، وهي منطقة الجوف ومنطقة حائل ومنطقة تبوك والحدود الشمالية. وتقع في حدود المحمية عدة محافظات وقرى ومن أبرزها: محافظة القريات وطبرجل من منطقة الجوف وطريف من منطقة الحدود الشمالية.

## التنوع الأحيائي
تتميز المحمية بتنوع هائل في طبيعتها الجغرافية، حيث تشمل على أربعة عشر تشكيل جغرافي من جبال وسهول وهضاب وغيرها، كما تشمل على معادن قيمة متنوعة.
وفي النظر للتنوع الحيواني والنباتي في المحمية، يصل عدد أنواع الحيوانات فيها لثلاث مائة نوع ما بين غزلان نادرة وحيوانات برية مختلفة. بينما يوجد أكثر من 230 صنف نباتي من أشجار ونباتات صحراوية زهرية وغيرها.وبهدف الحفاظ وتطوير بيئة المحمية النباتية قامت هيئة تطوير محمية الملك سلمان بن عبدالعزيز الملكية والمركز الوطني لتنمية الغطاء النباتي ومكافحة التصحر بزراعة مليون شتلة من 13 نوعًا من الأنواع النباتية البرية المحلية، التي قام المركز بإنتاجها وتوريدها للمحمية.

## حرة الحرة
تقع حرة الحرة شمال المملكة العربية السعودية مع حدود المملكة الأردنية الهاشمية، شرق وادي السرحان، وتبلغ مساحتها 13775 كم، تضم المحمية عدد من الحيوانات مثل الظبي الريم والذئب العربي والثعلب الأحمر والثعلب الرملي وضبع مخطط والأرنب البري والجربوع، إضافة إلى نباتات الطرفا والأثل والإرطي والعوسج، والشجيرات والأعشاب الحولية، وطيور الحبارى والعقاب الذهبي والكروان وتسعة أنواع من القنابر وأنواع أخرى من الطيور المقيمة والمهاجرة.

## الخنفة
تقع الخنفة شمال محافظة تيماء التابعة لمنطقة تبوك، وتبلغ مساحتها 19 ألف كيلو متر مربع، وتضم مجموعة من التلال والشعاب والأودية، ويعيش فيها مجموعة من أنواع الحيوانات المتمثلة في ظبي الريم مع عدد قليل من ظبي الآدمي، والثّعالب والأرانب البرية والجرابيع وأنواع من الطيور المستوطنة والمهاجرة مثل الحبارى والكروان.

## الطبيق
تقع الطبيق شمال غرب المملكة مع حدود المملكة الأردنية الهاشمية، وتبلغ مساحتها 12105 كم، تضم مجموعة من الجبال والأودية والشعاب والخباري، وتكثر فيها أشجار الطلح والعوسج، ويعتبر الوعل من أبرز الحيوانات التي تعيش داخل المحمية، إلى جانب ظبي الريم والذئب العربي والثعالب والأرنب البري وبعض أنواع الزّواحف والطّيور المستوطنة والمهاجرة.

## المسح الميداني الأولي
تم إطلاق المرحلة الأولى من المسح الميداني الأولي في سبتمبر 2022م، وتهتم المرحلة الأولى في المسوحات الأولية للطيور، ويندرج تحت هذه المرحلة تقدير أعداد وأنواع الطيور المقيمة والمهاجرة والزائرة وتوزيعها ووفرتها، وتحديد مسارات هجرتها والعمل على حمايتها من خلال برامج الرصد والمتابعة المستمرة، وتحديث قاعدة البيانات وتطوير برامج سياحة مراقبة الطيور في المحمية.
يتم تقسيم دراسة المسوحات الأولية للطيور في المحمية إلى أربعة مراحل منها:
- المرحلة الأولى: تم تخصيصها لدراسة «الطيور المهاجرة» خلال هجرتها في فصلي الخريف والربيع، وتهدف إلى مراقبة أنواع وأعداد الطيور المهاجرة المحلّقة والأنواع المقيمة للطيور الجارحة.
- المرحلة الثانية: خصصت لدراسة «الطيور المائية والزائرة الشتوية» خلال فصل الشتاء، سيتم تنفيذ هذه الدراسة خلال شهر يناير من عام 2023، وتهدف هذه المرحلة إلى إعطاء تقدير لأعداد وأنواع الطيور المائية الجارحة التي تقضي فصل الشتاء في المحمية، حيث ستتم تغطية جميع المناطق المغطاة بالمياه خلال هذا الموسم.
- المرحلة الثالثة: تتضمن هذه المرحلة دراسة «الطيور المعششة المقيمة والطيور الليلية» في فصل الربيع، ستشمل هذه المهمة ثلاثة استطلاعات، وسيتم تنفيذ جميعها خلال موسم الربيع لعام 2023.
- المرحلة الرابعة: في المرحلة الأخيرة تتم دراسة «الطيور الجارحة المعششة» خلال فصل الشتاء والربيع 2022 - 2023، وتتضمن مسح الملاحظة المباشرة لمناطق التعشيش المحتملة طوال موسم التكاثر.